# WEP
A Wired Equivalent Privacy (WEP) = Vezetékessel Egyenértékű (Biztonságú) Hálózat mára már egy korszerűtlen algoritmus az IEEE 802.11-ben megfogalmazott vezeték nélküli hálózatok titkosítására. A vezeték nélküli hálózatok rádiójelek segítségével sugározzák szét az üzeneteket, ami sokkal könnyebben lehallgatható, mint a vezetékes hálózatok. A WEP 1997-es bemutatásakor arra szánták, hogy hasonló bizalmas hálózatként működjön, mint egy általános vezetékes hálózat.
2001 elején néhány komoly gyengeséget találtak rajta a kriptográfiai szakemberek, amik miatt ma a WEP protokollal titkosított hálózati kapcsolatokat percek alatt fel tudják törni egyszerű szoftverek segítségével. Néhány hónapon belül az IEEE egy új, a 802.11i szabványt indítványozta, hogy ellensúlyozza a problémát. 2003-ban a Wi-Fi Alliance (= Wi-Fi Szövetség) kihirdette, hogy a WEP-et hatálytalanítja a Wi-Fi Protected Access (WPA) = Wi-Fi Védett Hozzáférés, ami a 802.11i módosítás része volt. Végül 2004-ben az egész 802.11i szabvány jóváhagyásakor (aka WPA2), az IEEE kijelentette, hogy mind a WEP-40, mind a WEP-104 érvénytelenné válik, mivel nem felelnek meg a biztonsági előírásoknak. A gyengeségei ellenére a WEP protokollt még mindig széles körben használják. Általában ez az első, amit a router-ek (= útválasztók) lehetőségként felkínálnak a felhasználó számára, mivel azokat elriasztják a különböző biztonsági szintek, amiket legfeljebb csak véletlenül használnak, így a hálózatukat sebezhetően hagyják átgondolt kompromisszumok helyett.

## Ellenszerek a hiányosságaira
A titkosított tunneling protokollok (pl. IPSec, Secure Shell) használata gondoskodik az adatátvitel biztonságosságáról egy nem biztonságos hálózaton keresztül. A vezeték nélküli hálózatokban azonban a WEP helyettesítésére folyamatos fejlesztésre van szükség, a szintén folyamatosan bővülő biztonsági elvárások miatt.

## 802.11i (WPA és WPA2)
A WPA2 az ajánlott megoldás a WEP biztonsági problémáira, vagy régebbi berendezésekben a fejletlenebb WPA, ahol csak az van. Mindkettő biztonságosabb a WEP-nél. Néhány régebbi Wi-Fi eszközhöz is adhatunk WPA vagy WPA2 támogatást, ha frissítjük az eszköz firmware-ét. A WPA egy gyors, időközi megoldás a WEP helyett; ugyanazon a hardveren elfut, mint a WEP. A TKIP (a WPA alapja) már nem fejlődik tovább és a következő teljes 802.11-es szabványban érvénytelenítették.

## Megvalósított nem szabványos hibajavítások

### WEP2
Ez a 802.11i első vázlataiban lett megfogalmazva a WEP ráncfelvarrásaként. Futtatható volt azon a néhány (de nem mindegyik) hardveren, amely nem volt képes a WPA-t vagy a WPA2-t futtatni és kiterjesztették a biztonsági kulcs értékét 128bit-re. Ez némileg segített a "brute force = nyers erőt" alkalmazó támadások kivédésében.
Mikor már tiszta lett, hogy a teljes WEP algoritmus hiányos (nem csak a kulcs titkosítása miatt) és még több hibajavítást igényel, akkor elvetették a WEP2 elnevezést és az eredeti algoritmust is.

### WEPplus
A WEPplus (a.k.a. WEP+) a WEP tovább fejlesztése az Agere Systems (azelőtt a Lucent Technologies leányvállalata) által. Ez a cég a WEP biztonságát növelte, elkerülve a "gyenge IV-ket". Ez csak egyben hatékony, amikor a WEPplus-t a vezeték nélküli hálózati kapcsolat mindkét oldalán használják. Ez nehezen érvényesíthető, sorozatos korlátozást von maga után, így lehetséges sikeres támadások indítása a WEPplus ellen. Ez sem véd meg szükségszerűen az ismétlődő támadásoktól.

### Dynamic WEP
A Dynamic WEP = Dinamikus WEP a WEP kulcsokat dinamikusan cseréli. Ez egy gyártó specifikus tulajdonság, amiről csak néhány gyártó gondoskodott, mint például a 3Com.
A dinamikus csere ötlete a 802.11i szabványban lett leírva a TKIP részeként, de nem az aktuális WEP algoritmushoz.

## Fordítás
Ez a szócikk részben vagy egészben  a   Wired_Equivalent_Privacy című angol Wikipédia-szócikk fordításán alapul.  Az eredeti cikk szerkesztőit annak laptörténete sorolja fel. Ez a jelzés csupán a megfogalmazás eredetét és a szerzői jogokat jelzi, nem szolgál a cikkben szereplő információk forrásmegjelöléseként.